# 伊號第二十六潛艦
伊号第二六潛艦（日语：いごうだいにじゅうろくせんすいかん）是一艘大日本帝国海軍的伊十五型潛艦。

## 舰历
- 1939年6月7日 在吴海军工厂开工建造
- 1940年4月10日 下水
- 1941年11月16日 竣工。其后参加美国西海岸沿岸通商破坏作战。
- 1944年10月27日 参加莱特湾战役，下落不明。
- 1945年3月10日 确定战没并除籍。

## 战果

### 战果
- 1941年12月8日 击沉木材运输船Cynthia Olson号（排水量2140吨，时为美国陆军租用）
- 1942年6月8日 击沉美国运输船Coast Trader号（排水量3286吨）
- 1942年8月31日 在所罗门群岛圣克里斯托瓦尔岛的东面，以鱼雷攻击美军航空母舰萨拉托加号，其中1枚鱼雷命中，造成的损伤致其需要花3个月的时间修理。
- 1942年11月13日 鱼雷攻击前往圣埃斯皮里图岛的美军轻巡洋舰朱诺号并将其击沉。
- 1943年4月11日 击沉南斯拉夫商船Recina号
- 1943年4月24日 击沉澳大利亚商船SS Kowarra号
- 1943年12月28日 美国运输船Robert F. Hoke号
- 1943年12月31日 击伤英国油轮MV Tornus号
- 1944年1月1日 击沉美国商船SS Albert Gallatin号
- 1944年3月13日 击沉美国油轮H. D. Collier号（排水量8298吨）
- 1944年3月21日 击沉挪威油轮Grena号
- 1944年3月29日 击沉美国运输船SS Richard Hovey号。